# Hipertensión sistólica aislada
En Medicina, la Hipertensión Sistólica Aislada (HSA) se define cuando la presión arterial sistólica está elevada (>140) con una presión diastólica normal (<90).

## Causas
La hipertensión sistólica puede ser debida a la reducción de la compliancia de la aorta con la edad. Esto aumenta la carga en el ventrículo y compromete el flujo sanguíneo coronario, lo que lleva a hipertrofia ventricular izquierda, isquemia coronaria e insuficiencia cardíaca.
La física moderna nos muestra un método de límite inmerso de ilustración por computo de un solo latido. Aplicado a los modelos fisiológicos, la teoría de límite inmerso ve el corazón como una gran vela semisólida plegada enviando y recuperando una masa de sangre viscosa. La vela, comparada a la fisiología de Windkessel da y recibe una carga a través de fases ordenadas por tiempo. La disminución de la compliancia de la vela anuncia el inicio de la hipertensión sistólica.